# Jonathan Paul
Jonathan Alexander Benjamin Paul (* 12. Mai 1853 in Gartz, Provinz Pommern; † 25. April 1931 in Lauter, Sachsen) war ein evangelischer Pfarrer, Zeltmissionar der Pfingstbewegung, Publizist und Liederdichter.

## Leben und Wirken
Paul entstammte einem konservativen Elternhaus und war Sohn eines Pastors. Bereits in seinem Elternhaus machte er Bekanntschaft mit dem Erweckungsprediger Gustav Knak, der ihn beeinflusste. Paul besuchte das Marienstiftsgymnasium in Stettin, danach studierte er evangelische Theologie an der Universität Greifswald und der Universität Leipzig.
Nach seinem Studium war Paul zunächst Rektor und Hilfspastor im Kirchsprengel Nörenberg in Pommern. 1889 wurde er als Pastor nach Ravenstein in Pommern versetzt. Dort machte er die Bekanntschaft mit Johannes Knak, dem Sohn von Gustav Knak. Am 17. Juni 1890 erlebte er seine „Erweckung“. Dieses Heiligungserlebnis bezeichnete er als Geisttaufe, ein Terminus, der in der angelsächsischen Heiligungsbewegung bereits geläufig war. Theologisch scheint Paul jedoch stärker von Gerhard Tersteegen und damit vom Pietismus beeinflusst gewesen zu sein. In seinem Hauptwerk Ihr werdet die Kraft des Heiligen Geistes empfangen legte er sein Verständnis von Geistestaufe systematisch dar. Darin beschreibt er in drei Stufen, wie sich der Gläubige das in Christus vollbrachte Heil aneignet. Bewusst stellte sich Paul mit seiner Erfahrung in die Tradition von Dwight Lyman Moody und Charles Grandison Finney. Im Gegensatz zu diesen verstand er sie aber nicht als von der Wiedergeburt zu unterscheidende Erfahrung, sondern als Oberbegriff, in dem alle Erfahrung des Geistes im Leben des Gläubigen zusammengefasst wird. Als Pfarrer in Ravenstein gründete Paul in jener Zeit auch die Zeitschrift Die Heiligung und publizierte diese bis 1919. 
1899 gab Paul sein Pfarramt auf, er begann seinen evangelistischen Reisedienst, und siedelte in diesem Zusammenhang nach Berlin-Steglitz über. Als Evangelist war er ein begehrter Redner in Missionszelten und auf großen Glaubenskonferenzen. Durch seine häufigen Aufenthalte in Mülheim an der Ruhr war er an einer bedeutsamen geistlichen Erweckungsbewegung beteiligt. Mit Jakob Vetter, einem anderen Evangelisten der Deutschen Zeltmission, kam es zur Zusammenarbeit und freundschaftlichen Verbindung. Paul unterstützte Vetter bei dessen Arbeit und wurde dabei ebenfalls 1902 zu einem Mitbegründer und Pionier der Deutschen Zeltmission. Ab 1904 galt er als Hauptfigur in der deutschen Pfingstbewegung.
Durch seinen Dienst entstanden einige christliche Organisationen, so die Berufsmissionen Konferenz christlicher Eisenbahner und Verband gläubiger Kaufleute und Fabrikanten. Mehrere Jahre, ab 1894, war Paul Vorstandsmitglied und Schriftführer des Gnadauer Gemeinschaftsverbandes, und ab 1897 Vorsitzender des EC-Verbandes. Diese Verantwortungen legte er nach Herausgabe der Berliner Erklärung von 1909 nieder.
In der auf private Initiative entstandenen Berliner Erklärung wurde Paul wegen seiner „Lehre vom reinen Herzen“ auch von zahlreichen Vertretern des Gnadauer Gemeinschaftsverbandes angegriffen. Sie deuteten Pauls Äußerungen dahingehend, als sei es den „im Geiste Wiedergeborenen“ schon in diesem Leben möglich, Sündlosigkeit zu erlangen. Paul selbst fühlte sich missverstanden. Daher merkte er in seiner Zeitschrift Die Heiligung vom September 1919 an: „Darum möchte ich noch die Bitte aussprechen, das Gesagte nicht als eine Lehre aufzunehmen, sondern als das, was es ist, ein Zeugnis von dem, was mir Jesu Sterben und Auferstehen gebracht hat.“
Dennoch war die Wirkung dieser sehr persönlichen Aussage problematisch. Hatte Paul sie als einen Bericht seiner individuellen Erfahrung gemeint, so wurde sie gerade durch die schriftliche Veröffentlichung und die damit verbundene weite Verbreitung als ein Dogma empfunden, dem man nicht folgen konnte.
Mit den Jahren empfand Paul selbst diese Problematik und korrigierte missverständliche Aussagen. Die sogenannte „Paul’sche Lehre“ war indessen durch die Berliner Erklärung zu einem Begriff geworden. Diese Lehre, so warf man Paul vor, habe dazu beigetragen, dass „so ein beklagenswerter Riss innerhalb der Gemeinde Gottes entstanden ist“. Dieser Vorwurf verletzte Paul tief. Zeit seines Lebens versuchte er, den entstandenen Graben zu überwinden, und lehnte für die sich nach der Berliner Erklärung konstituierende deutsche Pfingstbewegung institutionalisierende Prozesse ab.
1919 stellte Paul das Erscheinen der Zeitschrift Die Heiligung ein und gründete als Nachfolger Das Lied des Lammes. Diese Zeitschrift erschien zehn Jahre und wurde 1929 vom Periodikum Heilszeugnisse abgelöst. Paul betreute diese Zeitschrift bis an sein Lebensende.
Im Alter von 77 Jahren starb Jonathan Paul am 25. April 1931 in Lauter (Erzgebirge).

## Nachwirkung
Der im Jahr 1913 von Paul begründete Christliche Gemeinschaftsverband Mülheim/Ruhr litt viele Jahrzehnte unter der weitverbreiteten Ablehnung Pauls. Er konnte erst in den letzten Jahren des 20. Jahrhunderts aus der von ihm empfundenen Verurteilung heraustreten. 1998 formulierte der Verband sein neues Selbstverständnis als „evangelikal-charismatische Freikirche“ und untermauerte dieses mit dem neuen Namen Mülheimer Verband Freikirchlich-Evangelischer Gemeinden.
Erst im Jahr 1996 wurden in der Kasseler Erklärung erste Brücken zwischen der Gemeinschaftsbewegung (Gnadauer Verband) und der Pfingstbewegung gebaut. Seit der Gemeinsamen Erklärung des Evangelischen Gnadauer Gemeinschaftsverbandes und des Mülheimer Verbands Freikirchlich-Evangelischer Gemeinden zur „Berliner Erklärung“ von 1909 im Januar 2009 gilt der Konflikt als überwunden.

## Schriftliche Werke

### Übersetzung des Neuen Testaments
Von Jonathan Pauls reichhaltigem Schriftwerk erlangte insbesondere die erstmals 1914 erschienene Neuübersetzung des Neuen Testaments „in der Sprache der Gegenwart“ überkonfessionelle Bedeutung. Das Werk wurde von einer mehrköpfigen Arbeitsgruppe unter der Leitung Jonathan Pauls erstellt. Es wurde als Mülheimer Ausgabe bekannt, mehrfach revidiert und erschien 1988 in der 9. Auflage:
- Das Neue Testament in der Sprache der Gegenwart. Mülheimer Ausgabe. 9. Auflage. Missionsverlag des Mülheimer Verbandes, 1988, ISBN 978-3-923649-01-3.

### Schriften (Auswahl)
- In Jesu Händen. Beiträge zu 2. Mose 15,26, Missionsbuchhandlung, Niedenstein 1990, ISBN 3-923649-19-3.
- Schon hier selig. Ein Wegweiser zum wahren Glück, Missionsbuchhandlung, Niedenstein 1991, ISBN 3-923649-17-7.
- Wie kommst Du zur Ruhe? Ein Wegweiser von der Rechtfertigung zur Heiligung, Missionsbuchhandlung, Niedenstein 1990, ISBN 3-923649-18-5.
- Ein volles Pfingsten, Verlag für entschiedenes Christentum, Basel 1904 (1933 in der 9. Auflage).
- Ihr werdet die Kraft des Heiligen Geistes empfangen. Ein Zeugnis von der Taufe mit dem Heiligen Geist und Feuer, Verlag der Zeltmission, Berlin-Steglitz 1923, herausgegeben von Heinrich Vietheer.
- Die Taufe in ihrem Vollsinn. Ein Zeugnis für die Einheit der Kinder Gottes zur Erbauung des Leibes Christi, Missionsgesellschaft, Mülheim an der Ruhr 1930.

### Kirchenlieder
Paul dichtete über 70 Kirchenlieder, die teilweise auch ins Englische und Spanische übersetzt und in zahlreiche christliche Liederbücher aufgenommen wurden. Darüber hinaus war er auch als Übersetzer tätig. Einige Beispiele:

#### Eigene Lieder (Auswahl)
- Der Name Jesus ist so süß[8]
- Dir fehlt wohl noch der Friede[9]
- Es schaut bei Nacht und Tage (Refrain: Mein Gott, ich bin entschieden)[10]; mehrfach übersetzt: 
  - englisch von P. C. Hiebert: Thy gracious image, Savior, by night and day I see[11]
  - englisch von Paul F. Barkman (1952): In ev'ry waking moment[12]
  - englisch von John C. Overholt (1965): Through night and day thy glory[13]
  - spanisch von Heriberto Leatherman: Señor, en cada día[14]

- Geh' aus, verlass dein Vaterland[15]
- Ich habe eingewilligt (Im stillen Heiligtume)[16]
- Nie mehr will ich von dir gehen[17]
- O wende dich zu Jesu hin[18]
- Von dem Kreuz aus Jesu Wunden[19]

#### Übersetzung
- Zum Himmel schaue ich empor (Original: Johnson Oatman jr. [1856–1932]: Lord, lift me up and let me stand[20])[21]